# Нью-Йоркський метрополітен
Нью-Йоркський метрополітен — найбільший у світі метрополітен за протяжністю ліній. Містить 472 станції, 383 кілометрів маршрутів і 1056 кілометрів безпосередньо залізниці. Метрополітен працює цілодобово, хоча й не всі лінії завжди відкриті.

## Лінії та станції
Станції розташовані в районах Мангеттену, Брукліну, Квінзу та Бронксу. Приблизно 40 % залізниць надземні, а 60 % — підземні. Щодня здійснюється близько 5 076 000 поїздок метрополітеном.

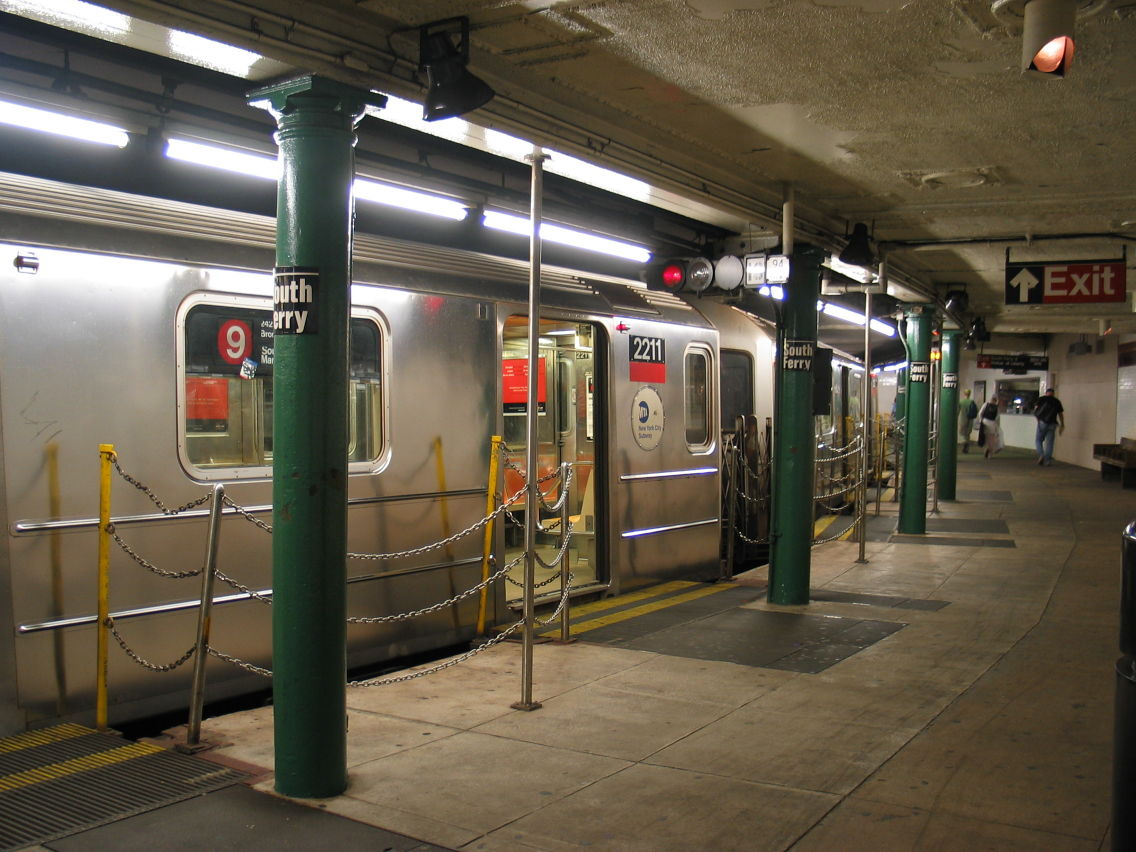
Станція South Ferry

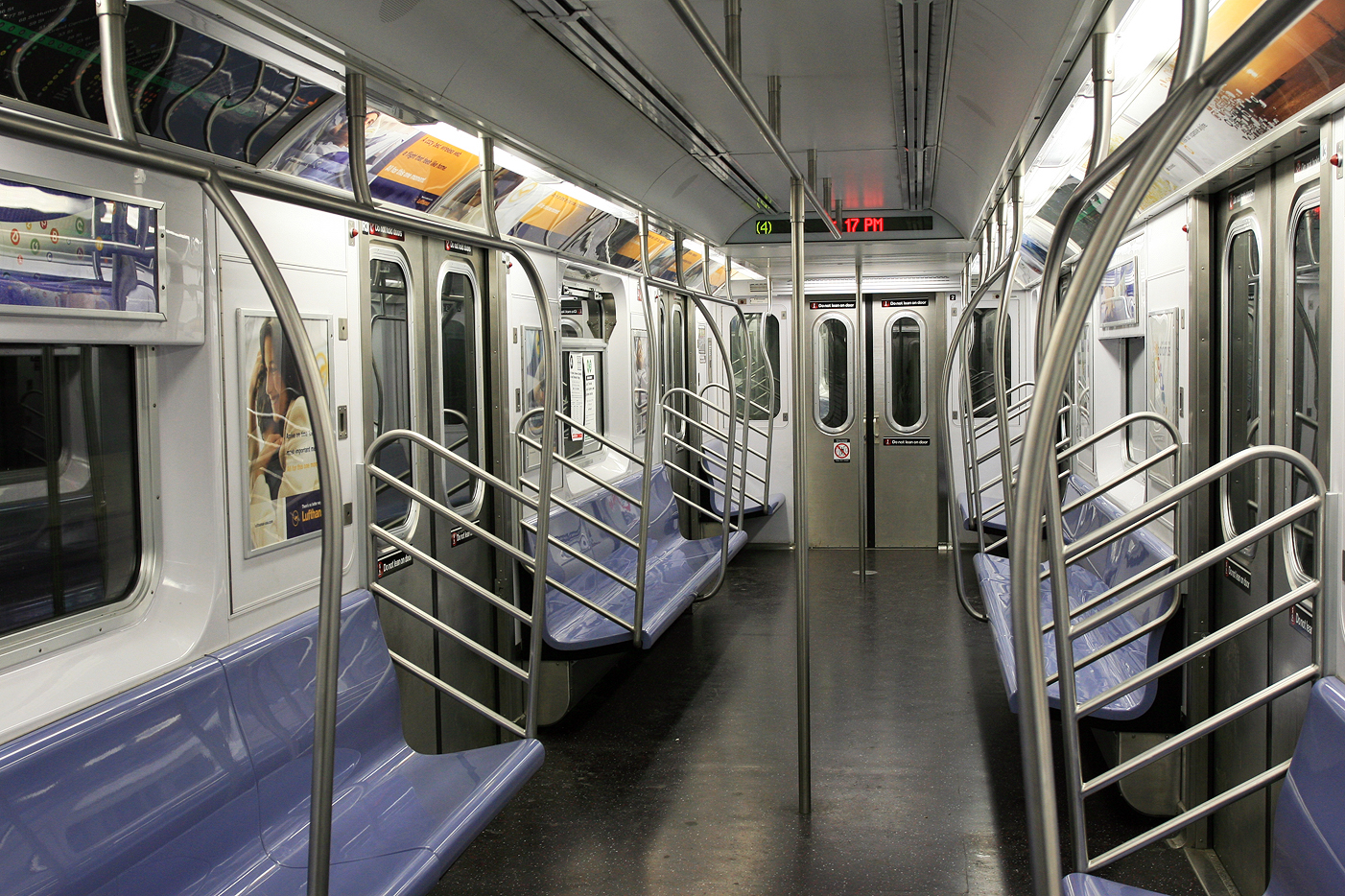
Всередині вагона метро

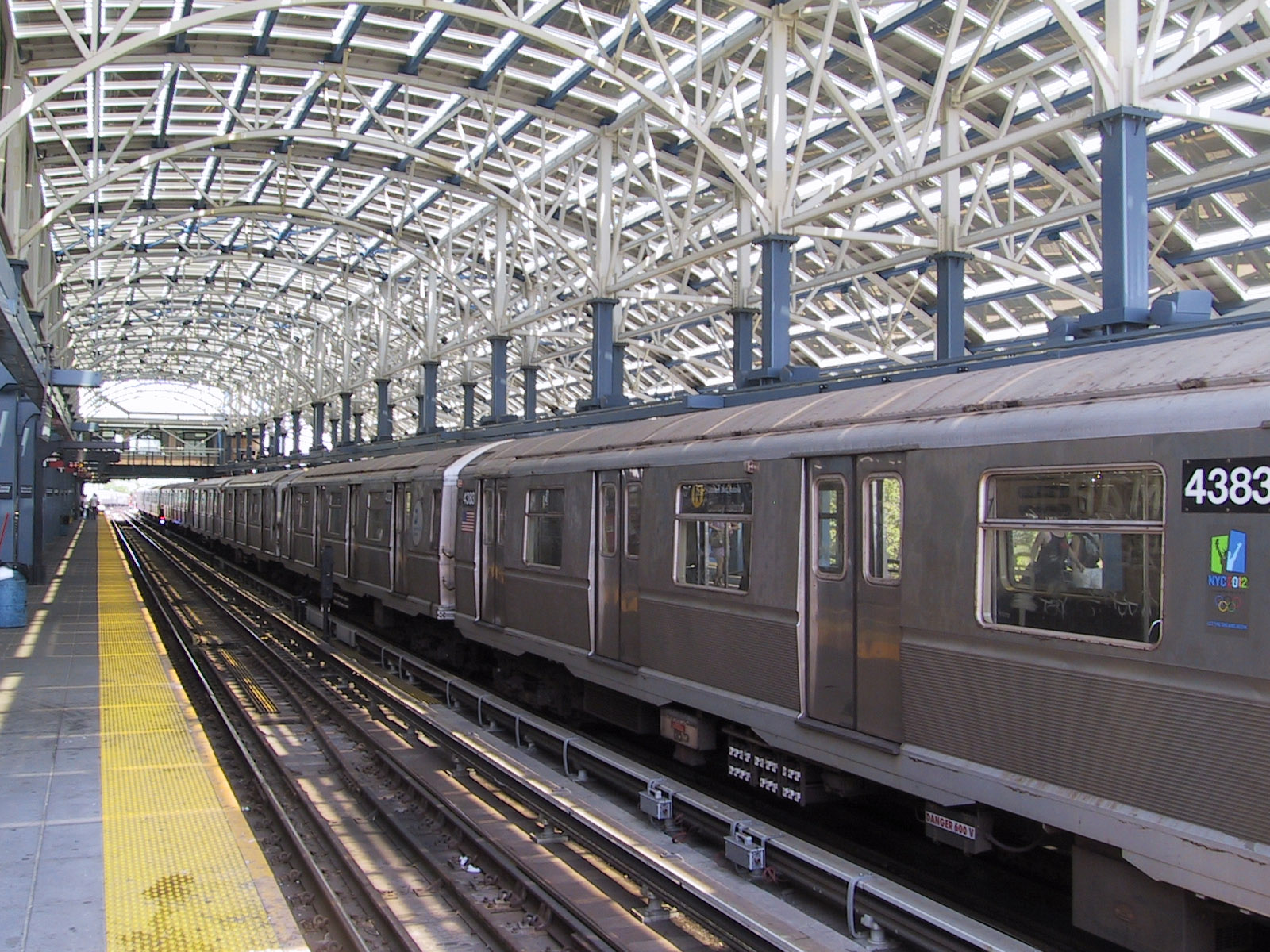
Потяг маршруту N на найбільшій кінцевій станції, Coney Island

У метрополітені Нью-Йорка поняття «лінія» і «маршрут» принципово різні, тому що маршрути багато разів змінювалися з відкриттям нових сполучних ділянок між лініями. Таким чином, лінія позначає ділянку шляхів (віднесення шляхів до тих або інших ліній в багатьох випадках склалося історично), а маршрут — напрямок руху поїздів (від однієї кінцевої станції до іншої). Маршрути позначаються числами і буквами, лінії мають власні імена.
Наприклад, маршрут D проходить через такі лінії: Concourse Line (Бронкс), Eighth Avenue Line, Sixth Avenue Line, Chrystie Street Connection (Мангеттен), Fourth Avenue Line, West End Line (Бруклін).
У систему входять 28 маршрутів (включаючи три човники), причому на схемах кожен з маршрутів позначається тим же кольором, що й та лінія на Манхеттені, через яку він проходить. Для маршруту G, що не проходить через Манхеттен введено особливий колір, а всі човникові маршрути позначають чорним (і однією і тією ж буквою S).
Маршрут вказують на потягах чорним або білим кольором на тлі, що відповідає кольору лінії.

### Список маршрутів
| Дивізіон A (IRT): - Broadway–Seventh Avenue Local - Seventh Avenue Express - Seventh Avenue Express - Lexington Avenue Express - Lexington Avenue Express - Lexington Avenue Local - Flushing Local/Express - 42nd Street Shuttle | Дивізіон B (BMT/IND): - Eighth Avenue Express - Sixth Avenue Express - Eighth Avenue Local - Sixth Avenue Express - Eighth Avenue Local - Sixth Avenue Local - Brooklyn–Queens Crosstown Local - Nassau Street Express - 14th Street–Canarsie Local - Sixth Avenue Local - Broadway Local - Broadway Express - Broadway Local - Franklin Avenue Shuttle - Rockaway Park Shuttle - Nassau Street Express |  |

## Історія
Перша надземна лінія міського транспорту з'явилася в Нью-Йорку приблизно в 1870 році, однак не збереглася дотепер. Найдавніша зі збережених у складі нинішнього метрополітену секцій надземних залізниць відкрилася в 1885 році. Ще раніше, в 1863-му, відкрилась також діюча і понині ділянка, що відносилася в той час до залізниці.
До моменту відкриття перших підземних ділянок в 1904 році залізниці в місті належали двом великим приватним компаніям — BRT (Brooklyn Rapid Transit Company, пізніше Brooklyn-Manhattan Transit Corporation, BMT) і IRT (Interborough Rapid Transit Company — міжрайонний швидкісний транспорт). Міська влада брала активну участь в розвитку транспортної системи, більшість ліній були побудовані містом і здавалися компаніям в оренду.
- Перша лінія як такої підземки була запущена в експлуатацію 27 жовтня 1904 року. Станція «City Hall» прийняла пасажирів вперше (сьогодні вона закрита для пасажирів і використовується тільки для розвороту поїздів маршруту № 6, у яких кінцева зупинка на станції «Brooklyn Bridge»). На церемонії відкриття метрополітену тодішній мер міста Джордж Макклелан вів поїзд власними руками. Керувалася нова підземка компанією «Interborough Rapid Transit».
- До 1908 лінія IRT вже складалася з двох маршрутів, які доходили до Бронкса (на півночі міста) і до Брукліна (на півдні).
- В 1932 міська влада створила незалежну компанію Independent Subway System (IND).
- В 1940 році місто купило обидві приватні компанії. Лінії, що належали трьом різним компаніям, об'єдналися. У церемонії об'єднання 1 червня 1940 була знаменною участь мера Фіорелло Ла Ґуардія. Йому випала історична можливість стати другим мером, а також честь керувати складом під час церемонії. Але мер обмежився лише тим, що постав перед фотокамерою в кабіні машиніста, після чого передав пульт управління машиністу-професіоналу.
- Значна частина надземних ліній була закрита відразу ж або найближчим часом. Інтеграція між відокремленими раніше системами відбувалася повільно.
- Побудовані декілька сполучних ліній між мережами IND і BMT (разом вони складають «дивізіон B»), однак пов'язати ці мережі з мережею IRT неможливо, тому що в ній використовувалися занадто вузькі тунелі, і ця мережа зараз носить назву «дивізіон A».

6 травня 2020 року метрополітен Нью-Йорка було закрито вперше за 115 років, це було пов'язано з дезінфекцією під час пандемії коронавірусу.

### Розподіл рухомого складу після об'єднання
Компанії BMT і IND використовували рухомий склад однакових конфігурацій, тому їх лінії були легко об'єднані в єдину розгалужену систему.
- IRT використовувала більш вузькі вагони, і їх стандарт платформи відповідно відрізнявся від компаній BMT і IND. З цієї причини колишні маршрути IRT (позначені сьогодні номерами з 1 по 9) ніде не поєднані коліями з маршрутами BMT і IND (позначеними літерами).
- Одна ділянка керувалася спільно IRT і BMT. Це станція так званої Флашінгської лінії (нині маршрут № 7) Queensboro Plaza.
- На сьогоднішній день назви IRT, BMT і IND ще часом можна почути, навіть від кондуктора, що оголошує зупинки. Але реального значення ці назви вже не мають, крім ностальгічного відчуття для старожилів Нью-Йорку та історичної довідки — для туристів.

### Подальший розвиток метрополітену
З часом розвитку підземки, багато надземних ліній виявилися непотрібними і були закриті, а естакади, по яких вони проходили знесені. Деякі надземні ділянки — переважно в Брукліні і Бронксі — були об'єднані з підземкою і все ж увійшли до складу сучасного метрополітену.

### Нью-Йоркське Міське Транспортне Управління
(англ. New York City Transit Authority) було сформоване у 1953 році, в результаті того, що політичний тиск посприяв скасуванню прямого муніципального контролю над метрополітеном. Пізніше Нью-Йоркське Міське Транспортне Управління стало дочірньою компанією в складі Metropolitan Transportation Authority, що містить також приміське автобусне і залізничне сполучення в регіоні.
- Незабаром після свого створення, Транспортне Управління купило у Лонг-Айлендскої залізниці ділянку колій, що підводять до Рокавейського півострову. За три роки ділянку було переобладнано для експлуатації у складі метрополітену, а також з'єднано з лініями метро і в 1956 році на півострів Рокавей прибув перший потяг метро. Сьогодні це маршрут А.

## Оплата проїзду

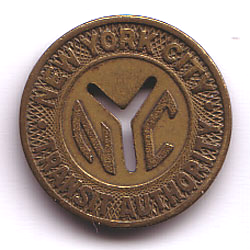
Жетон середини XX сторіччя

Раніше користувачі метрополітену могли оплачувати проїзд за допомогою жетонів, але 2003 року їх використання припинилося. Зараз можна оплатити проїзд однією з наступних карток: Використання МетроКарт (англ. MetroCards) почалося 1994 року. Купити їх можна в кіосках станцій чи торгових автоматах, які знаходяться на станціях.
Карти SmartLink також можуть використовуватися для оплати проїзду і в майбутньому замінять МетроКарти.
Вартість проїзду складає $2.75

## Безпека
Поліція має право перевіряти вантаж випадкових пасажирів, щоб упевнитись, що вони не перевозять зброї.

### Фотографування
В метрополітені дозволено фотографувати, але тільки камерами без штативів і спалахів.

### Самогубства
Частину смертей у Нью-Йорку, пов'язаних із метрополітеном, складають самогубства у вигляді стрибка перед поїздом, що прибуває на станцію. Точна кількість самогубств не відома достеменно через випадки, коли за браком свідків неможливо встановити, чи був випадок самогубством.
У період з 1990 по 2003 роки було зареєстровано 343 самогубства в метрополітені, що склало 4,6 % від загальної кількості суїцидів (7 394). Протягом 13-річного періоду кількість подібних самогубств зросла на 30 %, незважаючи на зниження рівня самогубств у цілому.
Деякі заплановані станції метрополітену, можливо, будуть відрізнятися наявністю автоматичних дверей на платформах. Це включає продовження 7-ї лінії і Лінію Другої авеню. Хоча ці двері призначені для покращення повітряного потоку на станціях, вони також не дають людям стрибати чи падати на колії.